# Sapal

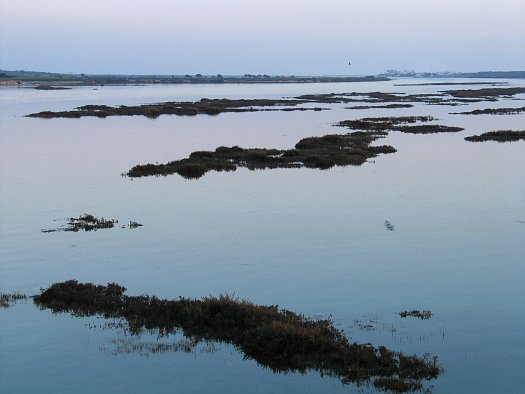
Sapal na Ria Formosa, Algarve, Portugal

Sapal é a designação dada às formações aluvionares periodicamente alagadas pela água salobra e ocupadas por vegetação halofítica ou, em alguns casos, por mantos de sal.

Sapal durante a maré baixa, maré baixa média, maré alta e maré muito alta (maré viva).

O sapal é um ecossistema de grande importância ecológica, que possui um papel preponderante no equilíbrio do ciclo de matéria orgânica numa perspectiva de produtores primários. Contém uma enorme diversidade faunística e florística de relevo nacional e internacional, principalmente como habitat de aves aquáticas migratórias ou não (ver Convenção de Ramsar).
Existem dois tipos de sapal, um fluvial e outro marinho, formado por uma diversidade de canais anastomosados, de grande hidrodinamismo de marés, que alternam com pequenas elevações de substrato. Este biótopo encontra-se sobre a acção de diversos factores ambientais naturais, como os rápidos fluxos tidais, a constante erosão do substrato lodoso, com pequena granulometria, que fazem deste um habitat singular e selectivo. Por outro lado existem factores relacionados com a acção humana, tais como a poluição, o pisoteio, presença de infraestruturas (estradas, habitações, complexos turísticos e outros), que afectam o ecossistema a um nível superior. Um tipo de sapal marinho das regiões tropicais é o mangal ou manguezal.
Os sapais têm sido historicamente ameaçados por práticas de gestão costeira mal implementadas, com terras recuperadas para uso humano ou poluídas pela agricultura a montante ou outros usos costeiros industriais. Além disso, a elevação do nível do mar causada pelas mudanças climáticas está colocando em risco outros pântanos, por meio da erosão e submersão de pântanos de maré. No entanto, o reconhecimento recente por ambientalistas e pela sociedade em geral da importância dos sapais para a biodiversidade, produtividade ecológica e outros serviços ecossistêmicos, como sequestro de carbono, levou a um aumento na restauração e gestão de sapais desde a década de 1980.

## Informações básicas
Os sapais ocorrem em litorais de baixa energia em latitudes temperadas e altas que podem ser estáveis, emergentes ou submersos dependendo se a sedimentação é maior, igual ou menor que a elevação relativa do nível do mar (taxa de subsidência mais mudança do nível do mar), respectivamente. Normalmente, esses litorais consistem em bancos de lama ou areia (também conhecidos como bancos de maré) que são nutridos por sedimentos de rios e córregos. Isso normalmente inclui ambientes protegidos, como aterros, estuários e o lado a sotavento de ilhas-barreira e pontas. Nos trópicos e subtrópicos, eles são substituídos por manguezais; uma área que difere de um sapal porque, em vez de plantas herbáceas, é dominada por árvores tolerantes ao sal.
A maioria dos sapais tem uma topografia baixa com baixas elevações, mas uma vasta área ampla, tornando-os extremamente viáveis para populações humanas. Os sapais estão localizados entre diferentes formas de relevo com base em suas configurações físicas e geomorfológicas. Essas formas de relevo de pântano incluem pântanos deltaicos, estuarinos, de barreira posterior, de costa aberta, de enseada e pântanos de vale submerso. Os pântanos deltaicos estão associados a grandes rios, com muitas ocorrências no sul da Europa, como o Camargue, na França, no delta do Ródano ou no delta do Ebro na Espanha. Eles também são extensos dentro dos rios do delta do rio Mississippi nos Estados Unidos. Na Nova Zelândia, a maioria dos sapais ocorre na cabeceira dos estuários em áreas onde há pouca ação das ondas e alta sedimentação. Esses sapais estão localizados no Parque Regional de Awhitu em Auckland, no Estuário de Manawatū e no Estuário de Avon Heathcote/Ihutai em Christchurch. Os pântanos de barreira posterior são sensíveis à remodelação de barreiras no lado terrestre das quais foram formados. Eles são comuns ao longo de grande parte da costa leste dos Estados Unidos e das Ilhas Frísias. Grandes enseadas costeiras rasas podem conter pântanos salgados, com exemplos incluindo a Baía de Morecambe e Portsmouth na Grã-Bretanha e a Baía de Fundy na América do Norte.
Os sapais são algumas vezes incluídos em lagoas, e a diferença não é muito marcante; a Lagoa de Veneza na Itália, por exemplo, é composta por animais e organismos vivos pertencentes a esse ecossistema. Eles têm um grande impacto na biodiversidade da área. A ecologia dos sapais envolve teias alimentares complexas que incluem produtores primários (plantas vasculares, macroalgas, diatomáceas, epífitas e fitoplâncton), consumidores primários (zooplâncton, macrozoários, moluscos, insetos) e consumidores secundários.
A baixa energia física e as gramíneas altas fornecem um refúgio para os animais. Muitos peixes marinhos usam os sapais como viveiros para seus filhotes antes que eles se mudem para águas abertas. Os pássaros podem criar seus filhotes entre as gramíneas altas, porque o pântano fornece tanto um santuário contra predadores quanto fontes abundantes de alimento que incluem peixes presos em piscinas, insetos, mariscos e vermes.

## Ocorrência global
Sapais em 99 países foram mapeados por Mcowen et al. 2017. Um total de 5.495.089 hectares de pântanos salgados mapeados em 43 países e territórios são representados em um shapefile dos Sistemas de Informação Geográfica. Esta estimativa está na extremidade relativamente baixa das estimativas anteriores (2,2–40 Mha). Um estudo posterior estimou conservadoramente a extensão global dos pântanos salgados em 90.800 km2 (9.080.000 hectares). Os pântanos salgados mais extensos em todo o mundo são encontrados fora dos trópicos, incluindo notavelmente as costas baixas e sem gelo, baías e estuários do Atlântico Norte, que estão bem representados em seu conjunto de dados de polígonos globais.

## Formação
A formação começa quando as planícies de maré ganham elevação em relação ao nível do mar por acreção de sedimentos e, subsequentemente, a taxa e a duração da inundação de maré diminuem para que a vegetação possa colonizar a superfície exposta. A chegada de propágulos de espécies pioneiras, como sementes ou porções de rizoma, são combinadas com o desenvolvimento de condições adequadas para sua germinação e estabelecimento no processo de colonização. Quando rios e córregos chegam ao baixo gradiente das planícies de maré, a taxa de descarga reduz e os sedimentos suspensos se depositam na superfície da planície de maré, auxiliados pelo efeito de refluxo da maré alta. Esteiras de algas verde-azuladas filamentosas podem fixar partículas de sedimentos do tamanho de silte e argila em suas bainhas pegajosas em contato, o que também pode aumentar a resistência à erosão dos sedimentos. Isso auxilia o processo de acreção de sedimentos para permitir que espécies colonizadoras (por exemplo, Salicornia spp.) cresçam. Essas espécies retêm sedimentos trazidos pela maré alta ao redor de seus caules e folhas e formam montes baixos e lamacentos que eventualmente se fundem para formar terraços deposicionais, cujo crescimento ascendente é auxiliado por uma rede de raízes subterrâneas que liga o sedimento. Uma vez que a vegetação é estabelecida em terraços deposicionais, mais aprisionamento e acreção de sedimentos podem permitir um rápido crescimento ascendente da superfície do pântano, de modo que haja uma rápida diminuição associada na profundidade e duração da inundação de maré. Como resultado, espécies competitivas que preferem elevações mais altas em relação ao nível do mar podem habitar a área e, frequentemente, uma sucessão de comunidades de plantas se desenvolve.

## Inundação de maré e zoneamento da vegetação
Os sapais costeiros podem ser distinguidos dos habitats terrestres pelo fluxo diário de maré que inunda continuamente a área. É um processo importante no fornecimento de sedimentos, nutrientes e suprimento de água para plantas no sapal. Em elevações mais altas na zona superior do sapal, há muito menos fluxo de maré, resultando em níveis mais baixos de salinidade. A salinidade do solo na zona inferior do sapal é bastante constante devido ao fluxo anual diário de maré. No entanto, no sapal superior, a variabilidade na salinidade é mostrada como resultado de inundações menos frequentes e variações climáticas. A precipitação pode reduzir a salinidade e a evapotranspiração pode aumentar os níveis durante os períodos de seca. Como resultado, existem microhabitats povoados por diferentes espécies de flora e fauna, dependendo de suas habilidades fisiológicas. A flora de um sapal é diferenciada em níveis de acordo com a tolerância individual das plantas à salinidade e aos níveis do lençol freático. A vegetação encontrada na água deve ser capaz de sobreviver a altas concentrações de sal, submersão periódica e uma certa quantidade de movimento de água, enquanto as plantas mais para o interior do sapal podem às vezes experimentar condições secas e de baixo teor de nutrientes. Foi descoberto que as zonas superiores do sapal limitam as espécies por meio da competição e da falta de proteção do habitat, enquanto as zonas inferiores do pântano são determinadas pela capacidade das plantas de tolerar estresses fisiológicos, como salinidade, submersão na água e baixos níveis de oxigênio.
O sapal da Nova Inglaterra está sujeito a fortes influências de maré e mostra padrões distintos de zoneamento. Em áreas de pântano baixo com alta inundação de maré, uma monocultura de capim-cordão liso, Spartina alterniflora domina. Em direção ao interior há zonas de feno salgado, Spartina patens, junco preto, Juncus gerardii e o arbusto Iva frutescens são vistos. Todas essas espécies têm tolerâncias diferentes que tornam as diferentes zonas ao longo do pântano mais adequadas para cada indivíduo.
A diversidade de espécies de plantas é relativamente baixa, uma vez que a flora deve ser tolerante ao sal, submersão completa ou parcial e substrato de lama anóxica. As mais comuns plantas de sapal são as salicórnias (Salicornia spp.) e o capim-cordão (Spartina spp.), que têm distribuição mundial. Elas são frequentemente as primeiras plantas a se fixarem em um banco de lama e começar sua sucessão ecológica em um sapal. Seus brotos elevam o fluxo principal da maré acima da superfície da lama enquanto suas raízes se espalham no substrato e estabilizam a lama pegajosa e carregam oxigênio para dentro dela para que outras plantas também possam se estabelecer. Plantas como lavandas marinhas (Limonium spp.), bananas-da-terra (Plantago spp.) e juncos e juncos variados crescem depois que a lama é vegetada pelas espécies pioneiras.
Os sapais são bastante fotossinteticamente ativos e são habitats extremamente produtivos. Eles servem como depósitos para uma grande quantidade de matéria orgânica e estão cheios de decomposição, o que alimenta uma ampla cadeia alimentar de organismos, de bactérias a mamíferos. Muitas das plantas halófitas, como o capim-cordão, não são pastadas por animais superiores, mas morrem e se decompõem para se tornarem alimento para microrganismos, que por sua vez se tornam alimento para peixes e pássaros.

## Aprisionamento de sedimentos, acreção e o papel dos esteiros
Os fatores e processos que influenciam a taxa e a distribuição espacial da acumulação de sedimentos dentro do sapal são numerosos. A deposição de sedimentos pode ocorrer quando as espécies do pântano fornecem uma superfície para o sedimento aderir, seguida pela deposição na superfície do pântano quando o sedimento se desprende na maré baixa. A quantidade de sedimento aderido às espécies do pântano salgado depende do tipo de espécie do pântano, da proximidade da espécie ao suprimento de sedimentos, da quantidade de biomassa vegetal e da elevação da espécie. Por exemplo, em um estudo dos pântanos de maré da Ilha Chongming Oriental e da Ilha Jiuduansha na foz do Rio Yangtzé, China, a quantidade de sedimento aderido às espécies Spartina alterniflora, Phragmites australis e Scirpus mariqueter diminuiu com a distância dos níveis mais altos de concentrações de sedimentos suspensos (encontrados na borda do pântano que faz fronteira com riachos de maré ou bancos de lama); diminuiu com as espécies nas elevações mais altas, que experimentaram a menor frequência e profundidade de inundações de maré; e aumentou com o aumento da biomassa vegetal. Spartina alterniflora, que teve a maior parte dos sedimentos aderidos a ela, pode contribuir com mais de 10% da acreção total de sedimentos da superfície do pântano por este processo.
As espécies de organismos em sapais também facilitam a acumulação de sedimentos ao diminuir as velocidades das correntes e encorajar os sedimentos a se depositarem fora da suspensão. As velocidades das correntes podem ser reduzidas à medida que os caules das espécies altas de pântanos induzem o arrasto hidráulico, com o efeito de minimizar a ressuspensão de sedimentos e encorajar a deposição. As concentrações medidas de sedimentos suspensos na coluna de água demonstraram diminuir das águas abertas ou riachos de maré adjacentes à borda do pântano, para o interior do pântano, provavelmente como resultado da sedimentação direta na superfície do pântano pela influência do dossel do pântano.
A inundação e a deposição de sedimentos na superfície do pântano também são auxiliadas por riachos de maré, que são uma característica comum dos pântanos salgados. Suas formas tipicamente dendríticas e sinuosas fornecem caminhos para a maré subir e inundar a superfície do pântano, bem como para drenar água, e podem facilitar maiores quantidades de deposição de sedimentos do que pântanos salgados que margeiam o oceano aberto. A deposição de sedimentos está correlacionada com o tamanho do sedimento: sedimentos mais grossos serão depositados em elevações mais altas (mais perto do riacho) do que sedimentos mais finos (mais longe do riacho). O tamanho do sedimento também é frequentemente correlacionado com metais traço específicos e, portanto, riachos de maré podem afetar as distribuições e concentrações de metais em pântanos salgados, afetando por sua vez a biota. No entanto, sapais não requerem riachos de maré para facilitar o fluxo de sedimentos sobre sua superfície embora sapais com essa morfologia pareçam ser raramente estudados.
A elevação das espécies de organismos em sapais é importante; aquelas espécies em elevações mais baixas experimentam inundações de maré mais longas e frequentes e, portanto, têm a oportunidade de ocorrer mais deposição de sedimentos. As espécies em altitudes mais elevadas podem beneficiar de uma maior probabilidade de inundação nas marés mais altas, quando o aumento da profundidade da água e dos fluxos superficiais do pântano pode penetrar no interior do pântano.

## Impactos humanos
A costa é uma característica natural altamente atrativa para os humanos por sua beleza, recursos e acessibilidade. Em 2002, estimava-se que mais da metade da população mundial vivia a 60 km da linha costeira, tornando os litorais altamente vulneráveis aos impactos humanos de atividades diárias que pressionam esses ambientes naturais circundantes. No passado, os sapais eram percebidos como "terrenos baldios" costeiros, causando perdas e mudanças consideráveis desses ecossistemas por meio do uso de terras para agricultura, desenvolvimento urbano, produção de sal e recreação. Os efeitos indiretos das atividades humanas, como a carga de nitrogênio, também desempenham um papel importante na área do sapal. Um estudo publicado em 2022 estima que 22% da perda de sapais entre 1999 e 2019 foi devido a fatores humanos diretos, definidos como atividades observáveis que ocorrem no local da mudança detectada, como conversão para aquicultura, agricultura, desenvolvimento costeiro ou outras estruturas físicas. Além disso, 30% do ganho de pântanos salgados durante o mesmo período também foi devido a fatores diretos, como atividades de restauração ou modificações costeiras para promover a troca de marés.

### Uso de terra para agricultura
O uso de terras para agricultura pelo aterramento de pântanos é historicamente uma prática comum. Diques eram frequentemente construídos para permitir essa mudança no solo e fornecer proteção contra inundações. Nos últimos tempos, planícies intermareais também foram alteradas para essa finalidade. Durante séculos, o gado, como ovelhas e bois, pastou nas terras de sapal altamente férteis. O uso de terras para agricultura resultou em muitas mudanças, como mudanças na estrutura da vegetação, sedimentação, salinidade, fluxo de água, perda de biodiversidade e altos aportes de nutrientes. Houve muitas tentativas de erradicar esses problemas, por exemplo, na Nova Zelândia, a grama-cordão Spartina anglica foi introduzida da Inglaterra na foz do rio Manawatū em 1913 para tentar recuperar as terras do estuário para a agricultura. Uma mudança na estrutura de planície de maré nua para pastagem resultou do aumento da sedimentação e a grama-cordão se estendeu para outros estuários ao redor da Nova Zelândia. Plantas e animais nativos lutaram para sobreviver enquanto os não nativos os superavam. Esforços estão sendo feitos agora para remover essas espécies de cordgrass, pois os danos estão sendo lentamente reconhecidos.
No estuário de Blyth em Suffolk, no leste da Inglaterra, as recuperações do meio do estuário (pântanos Angel e Bulcamp) que foram abandonadas na década de 1940 foram substituídas por planícies de maré com solos compactados do uso agrícola cobertos com uma fina camada de lama. Pouca colonização de vegetação ocorreu nos últimos 60–75 anos e foi atribuída a uma combinação de elevações de superfície muito baixas para o desenvolvimento de espécies pioneiras e drenagem deficiente dos solos agrícolas compactados agindo como um aquiclude. Solos terrestres dessa natureza precisam se ajustar de água intersticial doce para salina por uma mudança na química e na estrutura do solo, acompanhada de nova deposição de sedimento estuarino, antes que a vegetação do sapal possa se estabelecer. A estrutura da vegetação, a riqueza de espécies e a composição da comunidade vegetal dos sapais naturalmente regenerados em terras agrícolas recuperadas podem ser comparadas aos pântanos salgados de referência adjacentes para avaliar o sucesso da regeneração dos pântanos.